# Behçet Necatigil
Behçet Necatigil (Istambul, 16 de abril de 1916 - 13 de dezembro de 1979) foi um proeminente escritor, poeta e tradutor turco. Ele é um dos principais poetas da poesia turca moderna.  Nenhum fluxo literário esteve envolvido com ele; ele era um intelectual independente.
Além da poesia, ele trabalhou em muitos campos literários, do teatro à mitologia, do dicionário à tradução de novelas e obras de rádio. Na Turquia, um jogo de rádio foi posto em prática como um campo de literatura com seus jogos, traduções e adaptações.

## Biografia
Behçet nasceu em Istambul durante o Império Otomano, em 1916. Graduou-se na Escola Superior de Professores (turco: İstanbul Yüksek Öðretmen Okulu) em 1940 e foi nomeado Professor de Literatura em Kabatas Erkek Lisesi, onde ocupou o cargo até 1972. O poeta, cujo nome real era Mehmet Behçet Gönül, apareceu oficialmente no tribunal em 1951 e tomou oficialmente o nome de Necatigil, cujo significado vem de ser descendente de «Necati». Em suas próprias palavras:
Seu primeiro poema foi publicado no jornal Varlık durante seus anos de ensino médio em 1935. Desde então, ele continuou a escrever poesia por mais de 40 anos. Behçet também é conhecido por seus dramas de rádio.

## Prémio de Poesia Necatigil
Para comemorar sua vida, um prémio anual de poesia foi instituído em 1980. Foi entregue desde a data da morte de Necatigil (13 de dezembro) até 1993, depois disso o prémio é dado na data de seu nascimento, o que é em 16 de abril.

## Obras
Poesia
- "Kapalıçarşı" (1945)
- "Çevre" (1951)
- "Evler" (1953)
- "Eski Toprak" (1956)
- "Arada" (1958)
- "Dar Çağ" (1960)
- "Yaz Dönemi" (1963)
- "Divançe" (1965)
- "İki Başına Yürümek" (1968)
- "En/Cam" (1970)
- "Zebra" (1973)
- "Kareler Aklar" (1975)
- "Beyler" (1978)
- "Söyleriz" (1980)
- "Yayımlanmamış Şiirler" (1985)

Dicionários
- "Edebiyatımızda İsimler Sözlüğü" (1960)
- "Edebiyatımızda Eserler Sözlüğü" (1971)

Artigos
- "Bill / Yazdi" (1979)
- "Düzyazılar 1" ( leído por Ali Tanyeri - Hilmi Yavuz, 1983)
- "Düzyazılar 2" (1983)

Obras de rádio
- "Yıldızlara Bakmak, Kadın ve Kedi"  (1965)
- "Gece Aşevi"  (1967)
- "Üç Turunçlar"  (1970)
- "Pencere"  (1975)
- "Ertuğrul Faciası"  (1995)